# Franz Bartl
Pour les articles homonymes, voir Bartl.
Franz Bartl, né le 7 janvier 1915 à Vienne et mort le 12 juillet 1941, est un handballeur international autrichien.

## Biographie
Il participe aux Jeux olympiques de 1936 où il remporte la médaille d'argent.